# My Hero (chanson)
Pour les articles homonymes, voir My Hero.
Singles de Foo Fighters
Everlong
(1997) Walking After You
(1998)
My Hero est le troisième single du groupe de rock Foo Fighters issu de l'album The Colour and the Shape sorti en 1998 et enregistré en 1997 au Grandmaster Recorders à Hollywood. Il existe un clip vidéo pour cette chanson.

## Liste des éditions

### Edition mondiale (saufAustralie)
1. "My Hero" - 4:21
2. "Baker Street" (reprise de la chanson de Gerry Rafferty) - 5:39
3. "Dear Lover" - 4:34
4. Enhanced section contenant : 
  - Everlong [Video]
  - Monkey Wrench [Video]

celeste
1. "My Hero"
2. "Requiem" (reprise de la chanson de Killing Joke)
3. "Drive Me Wild" (reprise de la chanson de Vanity 6)
4. "Down In The Park" (reprise de la chanson de Gary Numan)
5. "Baker Street" (reprise de la chanson de Gerry Rafferty)
6. "See You" (Version acoustique)
7. "For All The Cows" (Live au Japon)

### Version australienne
1. "My Hero"
2. "Dear Lover"
3. "For All The Cows"

## Charts
| Chart (1998)                           | Position |
| -------------------------------------- | -------- |
| Euro Hot 100 Singles                   | 53       |
| UK Singles Chart                       | 21       |
| U.S. Modern Rock Tracks (Billboard)    | 6        |
| U.S. Mainstream Rock Tracks(Billboard) | 8        |
| Australian Singles Chart               | 74       |